# Mayhem and Revelry Live
Mayhem and Revelry Live (englisch Chaos und Feierei Live) ist das erste Livealbum der US-amerikanischen Classic-Rock-Band Dirty Honey. Das Album wurde am 21. Februar 2025 über das bandeigene Label Dirt Records veröffentlicht.

## Entstehung
Die Band veröffentlichte am 3. November 2023 ihr zweites Studioalbum Can’t Find the Brakes. Es folgte eine nach dem Album benannte Tournee durch Nordamerika und Europa, die bereits im Herbst 2023 begann. Mayhem and Revelry Live enthält 16 Lieder, wobei die ersten acht Titel in Nordamerika und die letzten acht Titel in Europa mitgeschnitten wurden. Das Livealbum enthält jeweils vier Titel der selbst betitelten EP und des selbst betitelten Debütalbums und acht Titel des zweiten Studioalbums Can’t Find the Brakes.
Das Album wird als Doppel-LP, CD und in digitaler Form veröffentlicht und enthält eine vierteilige Videodokumentation. Das Albumcover zeigt den Gitarristen John Notto beim Crowdsurfen während eines Konzertes.

## Titelliste
| 1. Won’t Take Me Alive – 4:04 2. California Dreamin’ – 4:29 3. Heartbreaker – 3:52 4. Dirty Mind – 4:01 5. Tied Up – 3:21 6. Coming Home – 4:12 7. Another Last Time – 5:29 8. Rolling 7’s – 6:30 | 1. Can’t Fine the Brakes – 3:26 2. Satisfied – 3:40 3. Roam – 4:16 4. The Wire – 3:06 5. Don’t Put Out the Fire – 6:43 6. Scars – 7:53 7. When I’m Gone – 7:20 8. You Make It All Right – 6:47 |

## Rezeption
Charlie Steffens vom Onlinemagazin Rock & Blues Muse beschrieb Mayhem and Revelry Live als Auswahl der besten Songs der Band, ohne nerviges Playback, unnötige Fülltitel. Es enthält kein zielloses Genudel oder beliebiges Drumsolo.